# Nutfield, Victoria
Nutfield är en liten ort i Australien. Den ligger i kommunen Nillumbik och delstaten Victoria, omkring 29 kilometer nordost om delstatshuvudstaden Melbourne. Antalet invånare är 145.
Runt Nutfield är det ganska glesbefolkat, med 31 invånare per kvadratkilometer.. Närmaste större samhälle är Reservoir, omkring 20 kilometer sydväst om Nutfield.
I omgivningarna runt Nutfield växer huvudsakligen savannskog. Genomsnittlig årsnederbörd är 1 244 millimeter. Den regnigaste månaden är juli, med i genomsnitt 140 mm nederbörd, och den torraste är januari, med 49 mm nederbörd.